# 应星
应星（1968年8月—），中国社会学家，中国社会科学院博士，现任清华大学政治学系长聘教授，曾任中国政法大学教授，博士生导师，社会学院院长。主要研究方向为历史社会学、政治社会学和法律社会学。他对中国农民上访和底层社会运动的研究在学界和社会影响很大，著作有《大河移民上访的故事》和《“气”与抗争政治》。

## 生平
1986年进入厦门大学哲学系，获哲学学士学位；1990年本科毕业后在厦门市集美师专（现为集美大学）任教。1993年进入北京大学社会学系，获社会学硕士学位。1996年至2000年，在中国社会科学院研究生院攻读社会学博士，师从孙立平、苏国勋教授，同时在中国社会科学院社会学研究所理论室任助理研究员。2002年6月至2018年，在中国政法大学任教。2018年至今在清华大学政治学系任教。

## 著作
中文专著
- 《大河移民上访的故事》，简体字版本，三联书店，2001年；繁体字版本，香港：文化中国出版社，2010年；
- 《村庄审判史中的道德与政治》，知识产权出版社，2009年；
- 《“气”与抗争政治》，社会科学文献出版社，2011年；
- 《农户、集体与国家》，中国社会科学出版社，2014年。

英文专著
A Study of the Stability of Contemporary Rural ChineseSociety,  Berlin：Springer-Verlag,2013.